# لينكا كوتكوفا
لينكا كوتكوفا (بالتشيكية: Lenka Kotková؛ ولدت في 26 يوليو 1973) عالمة فلك تشيكية متخصصة في رصد واكتشاف الكويكبات، وتُعرف بمساهمتها في برنامج الأبحاث الفلكية في المرصد الفلكي التشيكي.

## الحياة المبكرة والتعليم
وُلدت كوتكوفا باسم لينكا شارونوفا في جمهورية التشيك، وأظهرت اهتمامًا مبكرًا بالعلوم والرياضيات. التحقت بجامعة تشارلز في براغ، حيث درست الفيزياء الفلكية وتخرجت بدرجة علمية أهلتها للعمل في الأبحاث الفلكية.

## المسيرة العلمية
انضمت كوتكوفا إلى المرصد الفلكي التشيكي حيث شاركت في عمليات الرصد باستخدام تلسكوبات متقدمة للكشف عن الأجرام السماوية الصغيرة. ساهمت في اكتشاف عدد من الكويكبات التي تم تسجيلها رسميًا في قاعدة بيانات المركز الكوكبي الصغير.

### التعاونات الدولية في رصد الكويكبات القريبة من الأرض
شاركت كوتكوفا في مشاريع دولية مشتركة لرصد وتتبع الكويكبات القريبة من الأرض (NEOs) بهدف تقييم مخاطر اصطدامها المحتمل بالأرض. عملت مع فرق من وكالة الفضاء الأوروبية (ESA) وناسا ضمن برامج مراقبة السماء، وساهمت في تحليل البيانات الفلكية وتحديد مدارات هذه الأجرام. وقد ساعدت أبحاثها على تحسين دقة تنبؤات مدارات الأجسام الصغيرة وتقليل الإنذارات الخاطئة.

## الاكتشافات البارزة
من بين الكويكبات التي اكتشفتها أو شاركت في اكتشافها:
- 60001 Adélka – كويكب سُمي تكريمًا لابنتها.
- 7897 Bohuška – تكريمًا لاسم شخصي في عائلتها.
- 8808 Luhman – تكريمًا لعالم الفلك كيفين لومان[6].

## الجوائز والتكريم
حصلت كوتكوفا على تقدير المجتمع العلمي لعملها في مجال الفلك، وقد تم تسمية الكويكب 10390 Lenka باسمها تكريمًا لمساهماتها.

## الحياة الشخصية
متزوجة وتحمل اسم كوتكوفا بعد الزواج، وتواصل العمل في مجال الأبحاث الفلكية إلى جانب نشاطها في التوعية بالعلوم.